# Elliptorhina chopardi
Elliptorhina chopardi är en kackerlacksart som först beskrevs av Lefeuvre 1966.  Elliptorhina chopardi ingår i släktet Elliptorhina och familjen jättekackerlackor.
Artens utbredningsområde är Madagaskar. Inga underarter finns listade i Catalogue of Life.